# Ettore lo fusto
Ettore lo fusto è un film del 1972 diretto da Enzo G. Castellari e tratto dal romanzo Le roi des Mirmidous (1966)  di Henri Viard e Bernard Zacharias, a sua volta rielaborazione, in chiave comica e ambientata ai giorni nostri, dell'Iliade di Omero.
Il film fu redistribuito anni dopo con il nuovo titolo de Il drittone, con la promozione incentrata su Giancarlo Giannini, il quale all'epoca della prima distribuzione non era ancora molto famoso e nella pellicola non interpreta un ruolo da protagonista.

## Trama
Dietro la facciata di una pia istituzione, il cardinale Giove fa speculazioni edilizie e chiede aiuto al suo  segretario Mercurio per cercare di impossessarsi di un terreno sul quale dovrebbe sorgere un complesso residenziale per ricchi, di proprietà di Ettore Lo Fusto. Ettore non vuole cedere il suo terreno poiché lì ha trasformato una villa in un bordello di lusso. Mercurio escogita un piano: coinvolgere i fratelli Menelao e Agamennone Due Re, diretti concorrenti di Ettore, in una guerra privata.
La bella Elena, moglie libertina di Menelao, viene apparentemente sedotta dal bellimbusto Paride. Consigliati da Ulisse, i due fratelli organizzano la vendetta: assaltare la villa di Ettore, Che risulta essere però ben difesa, tanto che la prima volta i due fratelli e la loro banda non cavano un ragno da un buco. Grazie all'aiuto di Achille, che ha perso l'amico Patroclo in una gara motociclistica con Ettore, i due fratelli espugnano la villa, non prima di aver visto il loro locale distrutto proprio da Achille. Nell'assalto, Ettore finisce in un blocco di cemento che diventerà la prima pietra del complesso residenziale sorto sui suoi terreni, complesso inaugurato da Giove e Mercurio. Elena si consolerà con un onorevole, mentre Ulisse tornerà in Sicilia.

## Distribuzione
Distribuito per la prima volta dalla FIDA il 6 gennaio 1972, con doppiaggio a cura della C.D., diretto da Ferruccio Amendola.

## Critica
(Achille Valdata)

## Colonna sonora
Le musiche, scritte dal Maestro Francesco de Masi furono eseguite dal gruppo Il Punto, con Stefano D'Orazio alla batteria; D'Orazio diventerà batterista dei Pooh poco tempo dopo la fine dell'incisione della colonna sonora.